# Инна Ефтимова
Инна Ефтимова е българска лекоатлетка, състезаваща се в спринта на 60 м., 100 м. и 200 м.. Участничка на Летните олимпийски игри в Пекин (2008) и Токио (2020). Състезава се за клуб „Дунав“ (Русе) с треньор Валя Демирева. 

## Успехи
- Вицешампионка на Европейското първенство за девойки на 100 м.
- Бронзов медал на Европейското първенство за девойки на 200 м.
- Участничка в Пекин (2008) на 100 и 200 м.
- Шампионка на България (21 пъти) - 60 м. (на закрито), 100 м. и 200 м.